# Gerstnerweiher
Der Gerstnerweiher ist ein als Badesee genutzter Weiher in der bayerischen Stadt Ingolstadt. Er hat eine Nord-Süd-Ausdehnung von 70 Metern und eine Ost-West-Ausdehnung von 180 Meter.

## Lage
Der Gerstnerweiher befindet sich südlich des größeren Forsterweihers und westlich des Baggersees. Der Stadtteil Gerolfing befindet sich ca. 1,5 km westlich, Hollerstauden ca. 1,2 km nördlich. Bis zur Donau sind es ca. 1 km in südliche Richtung.